# Mars útočí (karty)
Mars útočí (orig. Mars Attacks) je sci-fi karetní série vydaná v roce 1962. Karty vyprávějí příběh Země napadané krutými a strašnými Marťany. Scény zobrazují bizarní metody útoků, mučení a masakrů používané Marťany. Příběh končí invazí Země na Mars, přistáním na povrchu a jeho zničením.
Karty získaly popularitu mezi dětmi, ale násilí a sexuální obsah způsobily pohoršení, které vedlo společnost k zastavení jejich produkce. Karty se pak staly cílem sběratelů.
V osmdesátých letech se začalo objevovat komiksy a nové karty. Rozšířená verze 100 karet byla vydána v roce 1994. V roce 1996 natočil na základě karet režisér Tim Burton film Mars útočí!, což vedlo k další vlně zboží podle nich.